# Saison 2 de Scorpion
Chronologie
Saison 1 Saison 3
Cet article présente le guide des épisodes de la deuxième saison de la série télévisée américaine Scorpion.

## Généralités
- Aux États-Unis, la saison a été diffusée du 21 septembre 2015 au 25 avril 2016 sur le réseau CBS.
- Au Canada, la saison est diffusée en simultané sur le réseau Citytv.

## Distribution

### Acteurs principaux
- Elyes Gabel (VF : Damien Ferrette) : Walter O'Brien
- Katharine McPhee (VF : Adeline Moreau) : Paige Dineen
- Robert Patrick (VF : Michel Vigné) : Agent Cabe Gallo
- Eddie Kaye Thomas (VF : Emmanuel Curtil) : Toby Curtis
- Jadyn Wong (VF : Julie Turin) : Happy Quinn
- Ari Stidham (VF : Charles Pestel) : Sylvester Dodd
- Riley B. Smith : Ralph, fils de Paige[1]

### Acteurs récurrents
- Camille Guaty (VF : Céline Ronté) : Meghan O'Brien (épisodes 3 à 10)
- Alana de la Garza : Adriana Molina, la nouvelle directrice de Homeland Security[2] (épisodes 1 à 3)
- Kevin Weisman : Ray Spiewack[3] (épisodes 2 à 11)
- Peri Gilpin : Deputy Director of Homeland Security Katherine Cooper[4] (5 épisodes)

### Invités
- Gene Simmons : lui-même[5] (épisode 1)
- Travis Van Winkle : Ensign Nathan Hall[6] (épisode 4)
- Horatio Sanz (en) : Heywood Morris[7] (épisodes 19 et 20)
- Scott Porter : Tim Armstrong[7] (épisodes 20 à 22 et 24)

## Épisodes

### Épisode 1:Vertiges de l'amour
- États-Unis /  Canada : 21 septembre 2015 sur CBS[8] / Citytv[9]
- Suisse : 28 février 2016 sur RTS Un[10]
- Belgique : 7 mars 2016 sur RTL-TVI[11]
- France : 17 mars 2016 sur M6
- Québec : 7 septembre 2016 sur V

- États-Unis : 11,09 millions de téléspectateurs[12] (première diffusion)
- Canada : 1,408 million de téléspectateurs[13] (première diffusion + différé 7 jours)
- France : 3,08 millions de téléspectateurs[14] (première diffusion)

- Alana De La Garza (Adriana Molina)
- Dennis Apergis (Directeur)
- Gene Simmons (Lui-même)
- Jacob Tudela (Thérapeute #1)
- Matthew Bridges (Thérapeute #2)
- Zachary James Rukavina (Vétéran)
- Dash Kolos (Officier de Sécurité Russe)
- Anthony Skordi (Nemos)
- Rich Grosso (Diner)
- Richard Whiten (Colonel)
- Moronai Kanekoa (Agent MacLennan)

### Épisode 2:Cuba Libre
- États-Unis /  Canada : 28 septembre 2015 sur CBS / Citytv
- Suisse : 28 février 2016 sur RTS Un
- Belgique : 7 mars 2016 sur RTL-TVI
- France : 17 mars 2016 sur M6
- Québec : 14 septembre 2016 sur V

- États-Unis : 9,49 millions de téléspectateurs[15] (première diffusion)
- Canada : 1,369 million de téléspectateurs[16] (première diffusion + différé 7 jours)
- France : 2,70 millions de téléspectateurs[14] (première diffusion)

- Izabella Miko (Sonia)
- Kevin Weisman (Ray)
- Dimiter D. Marinov (Zoric)
- Ignacio Serricchio (Alfonso)
- Frank Gallegos (Duke)
- Gio Frank Marsico (Ernesto)
- Daniel Kash (Kessler)
- Juan Monsalvez (Manager)

### Épisode 3:La Grande évasion
- États-Unis /  Canada : 5 octobre 2015 sur CBS / Citytv
- Suisse : 6 mars 2016 sur RTS Un
- Belgique : 14 mars 2016 sur RTL-TVI
- France : 24 mars 2016 sur M6
- Québec : 21 septembre 2016 sur V

- États-Unis : 9,95 millions de téléspectateurs[17] (première diffusion)
- Canada : 1,276 million de téléspectateurs[18] (première diffusion + différé 7 jours)
- France : 2,94 millions de téléspectateurs

[Traduire passage]
- Alana De La Garza (Adriana Molina)
- Kevin Weisman (Ray)
- Wade Williams (Warden)
- Camille Guaty (Megan O'Brien)
- Pete Giovine (Chet)
- David Storrs (Booboo)
- Susannah Blinkoff (Garde Flannigan)
- Eddie Conna (Garde Parker)
- Lester Speight (Ten-Ton)
- Chase Kim (Docteur)
- Cynthia Mersten (Infirmière)
- Rachael Seymour (Garde #1)
- Anthony Fanelli (Garde #2)
- Marcus Natividad (Arnaqueur #1)
- Anthony M. Bertram (Arnaqueur #2)
- Anthony L. Fernandez (Arnaqueur #3)
- Allison Bills (Luanne)
- Kevin Thoms (Journaliste #1)
- Stephanie Simmons (Journaliste #2)

### Épisode 4:En eaux profondes
- États-Unis /  Canada : 12 octobre 2015 sur CBS / Citytv
- Suisse : 6 mars 2016 sur RTS Un
- Belgique : 14 mars 2016 sur RTL-TVI
- France : 24 mars 2016 sur M6
- Québec : 28 septembre 2016 sur V

- États-Unis : 9,41 millions de téléspectateurs[19] (première diffusion)
- Canada : 1,368 million de téléspectateurs[20] (première diffusion + différé 7 jours)
- France : 2,94 millions de téléspectateurs

- Peri Gilpin (Katherine Cooper)
- Kevin Weisman (Ray)
- Jamie McShane (Patrick Quinn)
- Pete Giovine (Chet)
- Jeff Corbett (Capitaine Steven Jones)
- Travis Van Winkle (Enseigne Nathan Hall)
- Liz Jenkins (Employé de parking)
- Lamar Stewart (Officier Chris Johnson)

### Épisode 5:LesSuper Fun Guys
- États-Unis /  Canada : 19 octobre 2015 sur CBS / Citytv
- Suisse : 13 mars 2016 sur RTS Un
- Belgique : 21 mars 2016 sur RTL-TVI
- France : 31 mars 2016 sur M6
- Québec : 5 octobre 2016 sur V

- États-Unis : 9,46 millions de téléspectateurs[21] (première diffusion)

- Peri Gilpin (Katherine Cooper)
- Kevin Weisman (Ray)
- Camille Guaty (Megan O'Brien)
- Costa Ronin (Homme en repérage)
- Roman Mitichyan (Criminel #1)
- Artie O'Daly (Réceptionniste)
- Nick Roth (Pompier)

### Épisode 6:La Tour de cristal infernale
- États-Unis /  Canada : 26 octobre 2015 sur CBS / Citytv
- Suisse : 13 (partie 1) et 20 mars 2016 (partie 2) sur RTS Un
- Belgique : 21 (partie 1) et 28 mars 2016 (partie 2) sur RTL-TVI
- France : 7 avril 2016 sur M6
- Québec : 12 et 19 octobre 2016 sur V

- États-Unis : 9,69 millions de téléspectateurs[22] (première diffusion)

- Kevin Weisman (Ray)
- Andy Buckley (Richard Elia)
- Doug Savant (Wilson Adler)
- Corey Brill (Dan Smaisle)
- Jonathan Caleb Kennedy (Barman)
- Alex Frnka (Stella)
- Trevor Larcom (Russell)
- Brooke Singleton (Lola)
- Kyle Red Silverstein (Boris)
- Abhi Sinha (Jon Vrakas)
- Amaris Davidson (Reporter)
- Wendy Rosoff (Debbie)
- Andrew Oliveri (Ian)
- Sabrina Texidor (Assistant)
- Jason Welsey (Pompier)

- Épisode d'une durée de 90 minutes (avec publicités)[5].
- Dans les pays francophones (Belgique, Suisse et France), cet épisode est diffusé en deux parties de 38 minutes.

### Épisode 7:Le Train de la mort
- États-Unis /  Canada : 2 novembre 2015 sur CBS / Citytv
- Suisse : 20 mars 2016 sur RTS Un
- Belgique : 4 avril 2016 sur RTL-TVI
- France : 14 avril 2016 sur M6
- Québec : 26 octobre 2016 sur V

- États-Unis : 9,51 millions de téléspectateurs[23] (première diffusion)
- France : 2,69 millions de téléspectateurs

- Kevin Weisman (Ray)
- Pete Giovine (Chet)
- Libby Ewing (Sarah)
- Dominic Ruggieri (Tyler)
- Frederick Lawrence (Ouvrier)
- Lenny Citrano (Jasper)
- Richard Varga (James Taggit)
- Cantrall Harris (Policier)
- Alden Ray (Présentateur)
- Ketryn Porter (Officier des douanes)
- Dan Brown (Aldo)

### Épisode 8:La Zone 51
- États-Unis /  Canada : 9 novembre 2015 sur CBS / Citytv
- Suisse : 27 mars 2016 sur RTS Un
- Belgique : 28 mars 2016 sur RTL-TVI
- France : 14 avril 2016 sur M6

- États-Unis : 9,34 millions de téléspectateurs[24] (première diffusion)
- France : 2,70 millions de téléspectateurs

- Camille Guaty (Megan O'Brien)
- Billy Wirth (Mark Willis)
- Darren Dupree Washington (Agent Sardo)
- David Salsa (Agent Shultz)
- Brad Beyer (Lieutenant Burns)
- Cate Cohen (Dr Ritenour)
- Joe Piccuirro (Officier de la police militaire)
- Danny Belford (Soldat de l'Air Force)

### Épisode 9:Nations désunies
- États-Unis /  Canada : 16 novembre 2015 sur CBS / Citytv
- Suisse : 27 mars 2016 sur RTS Un
- Belgique : 4 avril 2016 sur RTL-TVI
- France : 21 avril 2016 sur M6

- États-Unis : 9,16 millions de téléspectateurs[25] (première diffusion)
- France : 2,54 millions de téléspectateurs

- Peri Gilpin (Katherine Cooper)
- Kevin Weisman (Ray)
- Sammi Rotibi (Madaky)
- Camille Guaty (Megan O'Brien)
- Damon Herriman (Gleason)
- Sonya Walger (Olivia Cromwell)
- Chris Connell (Docteur)
- Drea Garcia (Garde)
- Brian D. Mason (Garde du corps de l'ascenseur)
- Marek Probosz (Délégué polonais)
- Robbie Alexander (Garde du corps de la grille)
- Jay Hawkins (Garde du corps de la chaufferie)
- Exie Booker (Garde des Nations Unies)
- Feikamoh Massaquoi (Garde du corps de Madaky)
- Sydney Viengluang (Modérateur)
- Aleksandra Kaniak (Traducteur)

### Épisode 10:Le Cycle de la vie
- États-Unis /  Canada : 23 novembre 2015 sur CBS / Citytv
- Suisse : 3 avril 2016 sur RTS Un
- Belgique : 11 avril 2016 sur RTL-TVI
- France : 21 avril 2016 sur M6

- États-Unis : 8,95 millions de téléspectateurs[26] (première diffusion)
- Canada : 1,226 million de téléspectateurs[27] (première diffusion + différé 7 jours)
- France : 2,54 millions de téléspectateurs

- Camille Guaty (Megan O'Brien)
- Pamela Shafer (Louise O'Brien)
- Glenn Keogh (Sean O'Brien)
- Ritu Lal (Anjali)
- Charan Prabhakar (Vivek)
- Mary-Bonner Baker (Dr Melissa Castillo)
- Sarah Himmelstein (Infirmière)
- Ayumi Hzuka (Employé de la cafétéria)
- Joe Pistone (policier)
- Carlos Sanchez (Garde de sécurité)

### Épisode 11:Panique sur le campus
- États-Unis /  Canada : 7 décembre 2015 sur CBS / Citytv
- Suisse : 3 avril 2016 sur RTS Un
- Belgique : 11 avril 2016 sur RTL-TVI
- France : 28 avril 2016 sur M6

- États-Unis : 9,3 millions de téléspectateurs[28] (première diffusion)
- Canada : 1,192 million de téléspectateurs[29] (première diffusion + différé 7 jours)
- France : 2,74 millions de téléspectateurs

- Peri Gilpin (Katherine Cooper)
- Kevin Weisman (Ray)
- Willie McGinest (lui-même)
- Shanley Caswell (Dorie)
- Troy Doherty (Alberto)
- Scott Michael Morgan (Griggs)
- Jeff Galfer (Quincy Berkstead)
- Billy Ray Gallion (Ryder)
- Thomas Kasp (Craig)
- Samantha Lubben (Mavis)
- Aly Sykes (Étudiant #2)
- Alex Shimizu (Étudiant #1)
- Tiffany Daniels (Réceptioniste)
- Anna Claire Sneed (Sœur #1)
- Grace Julianna (Sœur #2)

### Épisode 12:La Faille
- États-Unis /  Canada : 14 décembre 2015 sur CBS / Citytv
- Suisse : 10 avril 2016 sur RTS Un
- Belgique : 18 avril 2016 sur RTL-TVI
- France : 28 avril 2016 sur M6

- États-Unis : 9,28 millions de téléspectateurs[31] (première diffusion)
- Canada : 1,294 million de téléspectateurs[32] (première diffusion + différé 7 jours)
- États-Unis : 2,74 millions de téléspectateurs

- Michael Nanfria (Clarence Woodbury)
- Bruce Burrell (Santa)

### Épisode 13:Autant en emporte le froid
- États-Unis /  Canada : 4 janvier 2016 sur CBS[33] / Citytv
- Suisse : 10 avril 2016 sur RTS Un
- Belgique : 18 avril 2016 sur RTL-TVI
- France : 12 mai 2016 sur M6

- États-Unis : 11,67 millions de téléspectateurs[34] (première diffusion)
- Canada : 1,239 million de téléspectateurs[35] (première diffusion + différé 7 jours)
- France : 2,88 millions de téléspectateurs

- Peri Gilpin (Katherine Cooper)
- Jamie McShane (Patrick Quinn)
- Taylor Handley (Cody Decker)
- Boone Platt (Soldat #1)
- Jennifer del Rosario (Grace Quinn)
- Brandon Barrera (Pilote)

### Épisode 14:Le Canon solaire
- États-Unis /  Canada : 18 janvier 2016 sur CBS / Citytv
- Suisse : 17 avril 2016 sur RTS Un
- Belgique : 25 avril 2016 sur RTL-TVI
- France : 12 mai 2016 sur M6

- États-Unis : 11,60 millions de téléspectateurs[36] (première diffusion)
- Canada : 1,304 million de téléspectateurs[37] (première diffusion + différé 7 jours)
- France : 2,88 millions de téléspectateurs

- Jeff Fahey (Kenneth Dodd)
- Hakeem Kae-Kazim (Rahal)
- Robbie Troy (Femme en pull chat)
- Vania Joseph (Jeune femme)
- Rebecca Wackler (Femme mûre)
- Candace Hammer (Femme aux lunettes)
- Brooke Nevin (Linda)
- Justin Chu Cary (Barman)
- Tunisia Hardison (Assistante)
- Chido Nwokocha (Laquais)
- Nicole Pulliam (Secrétaire Sociale)

### Épisode 15:C'est de la bombe!
- États-Unis /  Canada : 25 janvier 2016 sur CBS / Citytv
- Suisse : 17 avril 2016 sur RTS Un
- Belgique : 25 avril 2016 sur RTL-TVI
- France : 19 mai 2016 sur M6

- États-Unis : 10,69 millions de téléspectateurs[38] (première diffusion)
- Canada : 1,314 million de téléspectateurs[39] (première diffusion + différé 7 jours)
- France : 2,79 millions de téléspectateurs

- Brooke Nevin (Linda)
- David Fabrizio (Merrick)
- Laird MacIntosh (Capitaine Jackson)
- Jessica Bues (Hôtesse)
- Matty Castano (Urgentiste)
- Mandy June Turpin (Mère)

### Épisode 16:De l'eau dans le gaz
- États-Unis /  Canada : 8 février 2016 sur CBS / Citytv
- Suisse : 24 avril 2016 sur RTS Un
- Belgique : 2 mai 2016 sur RTL-TVI
- France : 19 mai 2016 sur M6

- États-Unis : 11,36 millions de téléspectateurs[40] (première diffusion)
- France : 2,79 millions de téléspectateurs

Penn Jillette (Dr Cecil Rizzuto)

### Épisode 17:La Théorie du cactus
- États-Unis /  Canada : 22 février 2016 sur CBS / Citytv
- Suisse : 24 avril 2016 sur RTS Un
- Belgique : 2 mai 2016 sur RTL-TVI
- France : 26 mai 2016 sur M6

- États-Unis : 9,87 millions de téléspectateurs[41] (première diffusion)
- France : 2,75 millions de téléspectateurs

- Penn Jillette (Dr Cecil Rizzuto)
- Jorge-Luis Pallo (Agent Sanchez de la DEA)
- Jason Brillantes (Dealer #1)
- Sean Rosales (Dealer #2)
- Daniel Moncada (Criminel #1)
- Robert Garcia (Criminel #2)
- Kariem Marbury (Livreur)
- Stephen Bridgewater (Propriétaire de Ranch)

### Épisode 18:Des vices et des vertus
- États-Unis /  Canada : 29 février 2016 sur CBS / Citytv
- Suisse : 1er mai 2016 sur RTS Un
- Belgique : 9 mai 2016 sur RTL-TVI
- France : 26 mai 2016 sur M6

- États-Unis : 9,23 millions de téléspectateurs [42] (première diffusion)
- Canada : 1,276 million de téléspectateurs[43] (première diffusion + différé 7 jours)
- France : 2,74 millions de téléspectateurs

- Eric Roberts (Mick)
- Frank Renzulli (Patrick Grady)
- Tim Halling (Caïd)
- Avi Bernard (Tommy)
- Joely Fisher (Lorraine)
- Drew Carey (lui-même)
- George Gray (lui-même)
- Erika Bowman (Patricia)
- Keli Daniels (Professeur d'art)
- Rachel Reynolds (Modèle #1)
- Amber Lancaster (Modèle #2)
- Sonny D'Angelo (Marco)
- Luis Castaneda (Horatio Pepper)
- Murray Miller (Concurrent)

### Épisode 19:Une promesse de cœur
- États-Unis /  Canada : 14 mars 2016 sur CBS / Citytv
- Suisse : 1er mai 2016 sur RTS Un
- Belgique : 9 mai 2016 sur RTL-TVI
- France : 2 juin 2016 sur M6

- États-Unis : 8,96 millions de téléspectateurs[44] (première diffusion)
- France : 2,74 millions de téléspectateurs

- Lena Georgas (Dr Bennett)
- Karla Droege (Jennifer Pearson)
- Isabella Crovetti (Olivia Pearson)
- Jeremy Denzlinger (Todd Wilcox)
- Horatio Sanz (en) (Heywood Morris)
- Emily Berry (Infirmière Bérénice)
- Scott Alan Smith (Docteur)
- Amol Shah (Directeur)
- David L. King (Superviseur Mohan)
- Jules Hartley (Officiel)
- Cheryl Gamson (Reporter #1)
- Dexter Pierce Jr. (Agent d'Hôpital)
- Mark Charran (Infirmière de hirurgie)
- Stephen Butchko (Patient)

### Épisode 20:Les Faussaires
- États-Unis /  Canada : 21 mars 2016 sur CBS / Citytv
- Suisse : 8 mai 2016 sur RTS Un
- Belgique : 16 mai 2016 sur RTL-TVI
- France : 2 juin 2016 sur M6

- États-Unis : 8,65 millions de téléspectateurs[45] (première diffusion)
- Canada : 1,096 million de téléspectateurs[46] (première diffusion + différé 7 jours)
- France : 2,90 millions de téléspectateurs

- Scott Porter (Tim Armstrong)
- Horatio Sanz (en) (Heywood Morris)
- Sean Cameron Michael (Copley)
- Mike Falkow (Richards)
- Derek Graf (Newton)
- Dennis Keiffer (Gavin)
- Scott Connors (Docteur)
- Patrick Quinlan (Médecin #1)
- Nancy Nave (Major Janeway)

### Épisode 21:La Spirale infernale
- États-Unis /  Canada : 28 mars 2016 sur CBS / Citytv
- Suisse : 8 mai 2016 sur RTS Un
- Belgique : 16 mai 2016 sur RTL-TVI
- France : 9 juin 2016 sur M6

- États-Unis : 8,74 millions de téléspectateurs[47] (première diffusion)
- France : 3,10 millions de téléspectateurs

- Scott Porter (Tim Armstrong)
- Brooke Nevin (Linda)
- Josh Randall (Pandova)
- Long Nguyen (Thanh)
- Joseph Tran (Dr Nguyen)
- Ann Benson (Mme Pandova)
- Dat Phan (Quan)

### Épisode 22:Plus forts que Fort Knox
- États-Unis /  Canada : 11 avril 2016 sur CBS / Citytv
- Suisse : 15 mai 2016 sur RTS Un
- France : 9 juin 2016 sur M6

- États-Unis : 8,60 millions de téléspectateurs[48] (première diffusion)
- Canada : 1,318 million de téléspectateurs[49] (première diffusion + différé 7 jours)
- France : 2,88 millions de téléspectateurs

- Leslie David Baker : Juge Tanniston
- Brooke Nevin : Linda
- Mark Rolston : Agent Cooke
- Horatio Sanz (en) : Heywood Morris
- Andrew Patrick Ralston : Professeur Tolleson

### Épisode 23:Atomique Attraction
- États-Unis /  Canada : 18 avril 2016 sur CBS / Citytv
- Suisse : 22 mai 2016 sur RTS Un
- Belgique : 23 mai 2016 sur RTL-TVI
- France : 23 juin 2016 sur M6

- États-Unis : 8,35 millions de téléspectateurs[50] (première diffusion)
- France : 2,79 millions de téléspectateurs

- Joshua Leonard : Mark Collins
- Kathleen Munroe : Oksana Nastrova
- Hugh B. Holub : Redick
- Robert Maffia : Fargas
- Mark Rolston : Agent Cooke
- Andrew Patrick Ralston : Professeurr Tolleson

### Épisode 24:Toby ou pas Toby
- États-Unis /  Canada : 25 avril 2016 sur CBS[51] / Citytv
- Suisse : 22 mai 2016 sur RTS Un
- Belgique : 31 mai 2016 sur RTL-TVI
- France : 23 juin 2016 sur M6

- États-Unis : 8,98 millions de téléspectateurs[52] (première diffusion)
- Canada : 1,235 million de téléspectateurs[53] (première diffusion + différé 7 jours)
- France : 2,79 millions de téléspectateurs